# امواج ابدی
«امواج ابدی» (به انگلیسی: Permanent Waves) آلبومی از راش است که در سال ۱۹۸۰ میلادی منتشر شد.